# Miguel de Lalor Imbira
 (octobre 2018).
Miguel de Lalor Imbiriba, né le 17 avril 1971 au Brésil, est un dessinateur de bande dessinée brésilien. Il signe sous les noms de Miguel Lalor ou seulement Miguel.

## Biographie
Dans une de ses interviews, Miguel Lalor raconte son arrivée à la bande dessinée. Il se rappelle avoir toujours dessiné, depuis tout petit jusqu'au collège, où il vendait des dessins à ses camarades de classe.
Le Brésilien trouve le déclic[évasif] lors d'une exposition de bande dessinée franco-belge, notamment à travers la découverte de Moebius et de son Major fatal.
Il étudie sciences politiques, sociologie, puis beaux-arts ; ensuite, il se rend à Barcelone. Il y rencontre Léo qui le familiarise avec la bande dessinée française. Il retourne au Brésil pour y donner des cours de design graphique, puis passe quelques années au Portugal comme designer au sein d'une maison d'édition.
En 2002, il vient s'installer à Paris avec sa femme, dans l'idée de se consacrer uniquement à la bande dessinée. Après quelque temps, il rencontre Jean-Charles Kraehn. En 2004, tous deux publient Myrkos.
Passionné d'histoire et parlant parfaitement le français, en 2008, il s'attaque à L'Odyssée de Homère en compagnie du scénariste Christophe Lemoine. En 2009, il s'essaye comme dessinateur et scénariste avec Le Dernier Templier[source insuffisante].

## Œuvres
- Myrkos - Kraehn, Miguel et Jambers - Ed. Dargaud:
  - L'Ornemaniste - 2004  (ISBN 2-2050-5523-2)
  - L'Insolent - 2005  (ISBN 2-2050-5661-1)
  - Le Rebelle - 2007  (ISBN 978-2205-05800-0)

- L'Odyssée (de Homère) - Lemoine, Miguel et Duplan Kraehn et Jambers - Ed. Hachette:
  - Livre premier - 2008  (ISBN 978-9953-49306-0)

- Le Dernier Templier - Raymond Khoury, Miguel et Thorn - Ed. Dargaud:
  - L'Encodeur - 2009  (ISBN 2-2050-6060-0)
  - Le Chevalier de la crypte - 2010
  - L'Église engloutie  - 2011
  - Le faucon du Temple - 2013
- Petit Robot Vert[3]- 2022, Texte et illustrations de Miguel Lalor - Ed. Biblio  (ISBN 978-2375-590294)